# A Home at Last (film 1908)
A Home at Last è un cortometraggio muto del 1908 diretto da Gilbert M. 'Broncho Billy' Anderson.

## Trama
Un cane senza padrone vive una difficile vita vagabondando per le strade. Il povero Star non riesce a trovare un rifugio: non solo, viene maltrattato da tutti quelli che incontra. Un crudele poliziotto che lo picchia, due ragazzi che gli tirano dietro delle pietre, un domestico insensibile che lo caccia via da una veranda. Alla fine, però, Star verrà adottato da un'elegante signora, trovando finalmente una casa

## Produzione
Il film fu prodotto dalla Essanay Film Manufacturing Company.

## Distribuzione
Uscì nelle sale cinematografiche USA il 18 gennaio 1908. Nelle proiezioni, veniva programmato con il sistema dello split reel, accorpato in un'unica bobina con un altro cortometraggio prodotto dall'Essanay, la commedia Novice on Stilts.